# Endosoma
Los endosomas son compartimentos dentro del citoplasma delimitados por una  membrana simple de clatrina, que funcionan como transportadores de material en las células animales y fúngicas. No son considerados orgánulos celulares por muchos autores, pero literatura reciente sí los cataloga como estructuras con las características suficientes para considerarse organelos. Son definidos como  organelos membranosos y la mayor parte del material que transportan es transferido a los lisosomas para su degradación.

## Endocitosis
Es el proceso de convertir en intra-citoplasmáticos (o internalizar) los fluidos, los solutos, las macromoléculas, los componentes de la membrana plasmática y otras partículas, mediante la invaginación de la membrana plasmática y la consiguiente formación de vesículas y vacuolas.

Existen dos tipos de endosomas, dependiendo de su ubicación. 
Cuando se produce la endocitosis, el material "ingerido" es englobado en una depresión endocítica (Estas depresiones suelen ocupar alrededor del dos por ciento de la membrana plasmática). Este englobamiento es llamado vesícula endocítica y se fusionará luego con el "endosoma temprano".
Los endosomas son responsables de la regulación y el ajuste fino de numerosas vías metabólicas dentro de la célula.

## Endosoma temprano

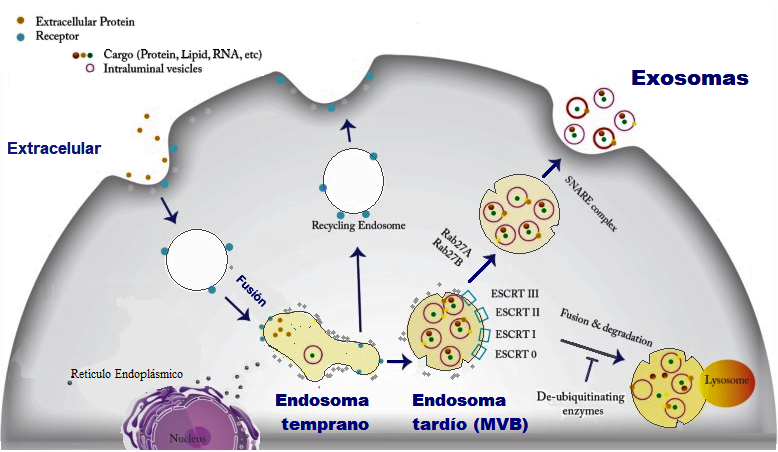
Endosoma temprano y Endosoma tardío o MVB cuerpo multi vescicular.

Los endosomas tempranos se forman a partir de las vesículas endocíticas, originadas en la membrana plasmática.

Presentan un pH de 6,1-6,8, debido a que en su membrana poseen una bomba protonica ATPasa que transporta hidrogeniones (H+) desde el citosol hacia el interior del endosoma, y está ubicado en la periferia de la célula. 
Una vez en el endosoma temprano, el material endocitado puede seguir dos caminos:
- Ser reciclado por medio de vesículas de reciclaje (fragmentos del endosoma temprano), con una membrana de coatomero, e ir de vuelta al mismo dominio de membrana o a otro, proceso llamado transcitosis.
- Seguir la ruta hacia el "endosoma tardío" para ser degradado o convertirse en vesícula extracelular EV.

## Endosoma tardío
Se forma con fragmentos de los "endosomas tempranos" o endosomas de migración, cerca del aparato de Golgi, tiene una ubicación más central dentro de la célula y un pH un poco más ácido que el "endosoma temprano". Esto último le permitirá facilitar la función de las enzimas hidrolíticas que recibe del aparato de Golgi, formando así finalmente los lisosomas, orgánulos especializados en degradación.
En el transporte por medio de la "transcitosis", el material endocitado se transporta en endosomas de un extremo de la célula a otro, liberándose más tarde por el proceso llamado exocitosis.